# PsyBNC
PsyBNC – rozbudowany tunel BNC pozwalającym na połączenie się do wybranej sieci IRC poprzez shell. Za jego pomocą możemy m.in. ukryć nasz host oraz pozostawić bota w czasie naszej nieobecności, dzięki czemu możemy odbierać wiadomości.